# 河内貴哉
河内 貴哉（かわうち たかや、1982年1月6日 - ）は、京都府八幡市出身の元プロ野球選手（投手）。左投左打。現在は広島東洋カープの一軍広報を務めている。

## 経歴

### プロ入り前
京都府八幡市で出生。幼少期に東京都杉並区に転居し同地で育つ。
中学時代は杉並シニアに所属し、リトルシニア日本選手権大会3位、ジャイアンツカップ準優勝。
高校は、國學院大學久我山高校に進学。1年夏から登板し、同年秋の都大会では準々決勝で森本稀哲のいた帝京高を相手に延長13回完投勝利するも準決勝で敗れた。1999年夏の西東京大会では25回連続無失点を記録、決勝で日大三高から13奪三振も延長で敗れ、甲子園出場はならなかった。
1999年のドラフト1位で大阪近鉄バファローズ、中日ドラゴンズと競合の末、広島東洋カープが交渉権を獲得し、入団した。意中の球団は中日だったという。甲子園出場経験のない高校生の1位競合は江夏豊以来33年ぶり。高校生としては球団史上最高の契約金1億円、年俸700万円（金額は推定）で契約した。当時の達川晃豊監督はドラフト会議で煙草のラッキーストライクを忍ばせ、抽選で引き当てた際にカメラに向けてアピールした。背番号は前年引退した大野豊の24番を受け継いだ。

### プロ入り後
2000年5月30日の読売ジャイアンツ戦でプロ初勝利。高卒新人が巨人戦でプロ初勝利は史上4人目であり、5月までに限れば1967年5月31日の江夏豊以来2人目、到達日としては最速であった。同年のフレッシュオールスターゲームでは、4歳上で同期入団の同僚木村一喜と共にウエスタン・リーグ選抜の先発バッテリーを務め、イースタン・リーグ選抜の先発投手で同じ1位指名の高卒新人左腕正田樹と投げ合った。3回被安打1無失点で勝利投手となり、MVPも獲得した。
2004年に自己最高の成績を残し、オールスターゲームにも出場（投手のみならず代走としても出場）。しかし、同年4月には151km/hを計測していた球速が、徐々に140km/h前後に落ち込んだ。
2005年にはキャンプでフォームを崩し、制球が定まらず、二軍生活が続き一軍未登板に終わる。
2006年は投球フォームをオーバースローからサイドスロー気味に変更した。ウエスタン・リーグで防御率2.51と言う好成績が認められ、9月2日に2年ぶりに一軍昇格を果たす。同日に行われた対ヤクルト戦で3番手で登板し、拙守による2失点で復帰。その後も中継ぎとして15試合に登板し、15奪三振15被安打、防御率1.76とまずまずの成績を残した。秋季キャンプではサイドスローからオーバースローに戻したが、結局2007年もサイドスローでシーズンに突入。序盤は左殺しとして活躍したが、被安打の多さと制球難が問題となり、後半二軍行きとなった。
2008年5月に左肩関節唇及び腱板部の修復手術を行った。キャッチボール再開まで半年ほどかかるため、一軍はおろか二軍でも登板がなかった。
2009年も前年と同様肩のリハビリで一軍でも二軍でも登板がなく、10月31日に戦力外通告を受けた。球団は回復後の復帰を期待し、11月17日に育成選手として契約を結んだ。それに伴い、背番号は24から124に変更された。
2010年10月29日、規約により自由契約選手公示がなされたが、11月16日に再び育成選手として契約した。
2011年5月27日、二軍戦で4年振りの実戦復帰。ソフトバンク戦で打者1人（江川智晃）を右飛に抑えた。
2012年は二軍で12試合に登板して1勝、防御率2.08の成績を残した。5月16日、支配下選手登録。それに伴い、再び愛着ある背番号24が与えられた。その後一軍に昇格し、5月23日のソフトバンク戦に登板。2007年5月8日以来1842日ぶりに一軍の試合に登板した。

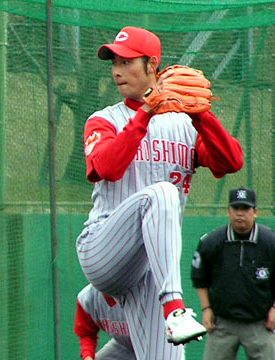
2004年、日南市にて

8月16日のヤクルト戦では、3番手での登板で1回と1/3を無安打無失点に抑えると、降板の直後にチームが逆転。2004年9月4日の中日戦以来、2904日振りに一軍で勝利投手になった。シーズンを通して、中継ぎで安定した成績を残した。
2013年には、開幕を一軍で迎えると、セントラル・リーグ公式戦への初登板からセ・パ交流戦の序盤まで21試合連続無失点を記録。7月5日から脊柱起立筋の挫傷などで2度にわたる戦線離脱を余儀なくされたが、シーズン通算では一軍公式戦で自己最多の34試合に登板した。
2014年以降は、一軍公式戦への登板機会が減少。同年は12試合、2015年は1試合の登板にとどまった。2015年10月1日に球団から戦力外通告を受けたことを機に、現役を引退した。

### 現役引退後
引退後は球団職員として広島に残り、2015年12月1日付で一軍広報に就任した。

## 詳細情報

### 年度別投手成績
| 年 度      | 球 団      | 登 板 | 先 発 | 完 投 | 完 封 | 無 四 球 | 勝 利 | 敗 戦 | セ 丨 ブ | ホ 丨 ル ド | 勝 率 | 打 者 | 投 球 回 | 被 安 打 | 被 本 塁 打 | 与 四 球 | 敬 遠 | 与 死 球 | 奪 三 振 | 暴 投 | ボ 丨 ク | 失 点 | 自 責 点 | 防 御 率 | W H I P |
| ---------- | ---------- | ----- | ----- | ----- | ----- | -------- | ----- | ----- | -------- | ----------- | ----- | ----- | -------- | -------- | ----------- | -------- | ----- | -------- | -------- | ----- | -------- | ----- | -------- | -------- | ------- |
| 2000       | 広島       | 10    | 9     | 0     | 0     | 0        | 1     | 4     | 0        | --          | .200  | 188   | 42.1     | 55       | 4           | 15       | 1     | 0        | 20       | 2     | 0        | 26    | 20       | 4.25     | 1.65    |
| 2001       | 広島       | 8     | 6     | 0     | 0     | 0        | 2     | 3     | 0        | --          | .400  | 140   | 29.1     | 43       | 5           | 12       | 0     | 2        | 24       | 1     | 0        | 27    | 24       | 7.36     | 1.88    |
| 2002       | 広島       | 14    | 9     | 0     | 0     | 0        | 1     | 7     | 0        | --          | .125  | 244   | 56.2     | 61       | 8           | 22       | 0     | 1        | 53       | 3     | 1        | 32    | 32       | 5.08     | 1.46    |
| 2003       | 広島       | 7     | 7     | 0     | 0     | 0        | 2     | 2     | 0        | --          | .500  | 170   | 38.1     | 37       | 10          | 16       | 0     | 2        | 34       | 0     | 0        | 25    | 23       | 5.40     | 1.38    |
| 2004       | 広島       | 23    | 23    | 1     | 0     | 0        | 8     | 9     | 0        | --          | .471  | 558   | 119.2    | 139      | 18          | 64       | 0     | 6        | 111      | 6     | 0        | 92    | 76       | 5.72     | 1.70    |
| 2006       | 広島       | 15    | 0     | 0     | 0     | 0        | 0     | 1     | 0        | 7           | .000  | 65    | 15.1     | 15       | 1           | 6        | 0     | 1        | 15       | 0     | 0        | 5     | 3        | 1.76     | 1.37    |
| 2007       | 広島       | 14    | 0     | 0     | 0     | 0        | 0     | 0     | 0        | 6           | ----  | 42    | 9.0      | 8        | 2           | 5        | 0     | 3        | 8        | 0     | 0        | 5     | 5        | 5.00     | 1.44    |
| 2012       | 広島       | 28    | 0     | 0     | 0     | 0        | 1     | 0     | 0        | 3           | 1.000 | 73    | 17.1     | 12       | 2           | 8        | 0     | 0        | 13       | 0     | 0        | 6     | 4        | 2.08     | 1.15    |
| 2013       | 広島       | 34    | 0     | 0     | 0     | 0        | 1     | 1     | 0        | 7           | .500  | 75    | 17.1     | 11       | 2           | 10       | 0     | 3        | 15       | 0     | 0        | 9     | 8        | 4.15     | 1.21    |
| 2014       | 広島       | 12    | 0     | 0     | 0     | 0        | 0     | 1     | 0        | 0           | .000  | 46    | 10.0     | 11       | 2           | 2        | 0     | 3        | 6        | 1     | 0        | 6     | 4        | 3.60     | 1.30    |
| 2015       | 広島       | 1     | 0     | 0     | 0     | 0        | 0     | 0     | 0        | 0           | .000  | 3     | 0.1      | 2        | 0           | 0        | 0     | 0        | 0        | 0     | 0        | 1     | 1        | 27.00    | 6.00    |
| 通算：11年 | 通算：11年 | 166   | 54    | 1     | 0     | 0        | 16    | 28    | 0        | 23          | .364  | 1604  | 355.2    | 394      | 54          | 160      | 1     | 21       | 299      | 13    | 1        | 234   | 200      | 5.06     | 1.56    |

### 表彰
- フレッシュ2000（フレッシュオールスターゲーム）MVP:1回（2000年）

### 記録
- オールスターゲーム出場：1回（2004年）

投手記録
- 初登板・初先発：2000年5月3日、対ヤクルトスワローズ5回戦（広島市民球場）、5回2失点
- 初奪三振：同上、2回表に高橋智から空振り三振
- 初勝利・初先発勝利：2000年5月30日、対読売ジャイアンツ10回戦（広島市民球場）、7回1失点
- 初完投勝利：2004年4月18日、対読売ジャイアンツ3回戦（広島市民球場）、9回3失点
- 初ホールド：2006年9月18日、対読売ジャイアンツ19回戦（広島市民球場）、7回表1死に3番手で救援登板、2/3回無失点

打撃記録
- 初安打：2000年5月30日、対読売ジャイアンツ10回戦（広島市民球場）、2回裏に工藤公康から遊撃内野安打
- 初打点：2001年7月15日、対読売ジャイアンツ19回戦（東京ドーム）、4回表にダレル・メイから遊撃適時内野安打

### 背番号
- 24 （2000年 - 2009年、2012年5月18日 - 2015年）
- 124 （2010年 - 2012年5月17日）

### 登場曲
- 「Goodbye,yesterday」カミナリグモ（2013年 - 2015年）